# Benjamin Day
Benjamin "Ben" Day (Corinda, Queensland, 11 de desembre de 1978) és un ciclista australià, professional del 2000 al 2014. Del seu palmarès destaca el Campionat d'Austràlia en contrarellotge del 2003.

## Palmarès
- 2000
  - 1r a la Grafton to Inverell Classic
- 2001
  - Vencedor d'una etapa al Bałtyk-Karkonosze Tour
- 2002
  - Vencedor d'una etapa a la Volta a l'Alentejo
- 2003
  -  Campió d'Austràlia en contrarellotge
- 2004
  - Vencedor d'una etapa al Tour Down Under
- 2006
  - Vencedor d'una etapa al Herald Sun Tour
- 2007
  - 1r al Tour de Beauce i vencedor d'una etapa
- 2009
  - 1r a la San Dimas Stage Race i vencedor d'una etapa
  - Vencedor d'una etapa a la Redlands Bicycle Classic
  - Vencedor d'una etapa al Tour de Tasmània
- 2010
  - 1r al Tour de Beauce i vencedor d'una etapa
  - 1r a la San Dimas Stage Race i vencedor d'una etapa
  - 1r a la Redlands Bicycle Classic i vencedor d'una etapa
  - 1r a la Chrono Gatineau
  - Vencedor d'una etapa a la Cascade Cycling Classic
- 2011
  - 1r a la San Dimas Stage Race i vencedor d'una etapa